# Nekrolog 1769
Nekrolog
◄◄
| ◄
| 1765
| 1766
| 1767
| 1768
| 1769 | 1770 | 1771 | 1772 | 1773 | ► | ►►
Weitere Ereignisse | Allgemeiner Nekrolog 1769
Die Beschreibung der verstorbenen Person sollte so kurz wie möglich gehalten sein und nur deren signifikante Tätigkeit(en) enthalten.
Neue Namen ggf. auch unter dem Geburts- und Sterbedatum, also etwa unter 1. Januar und im Geburts- und Sterbejahr (2024) eintragen (nur bei entsprechender großer Wichtigkeit). Für Beispiele siehe die schon vorhandenen Artikel.
Außerdem über die fünf zuletzt Verstorbenen, zu denen es einen ausreichend guten Artikel für eine Präsentation auf der Hauptseite gibt, nach der todesbedingten Überarbeitung der Artikel ggf. auch unter Wikipedia Diskussion:Hauptseite informieren und sie am besten auch in den anderen Wikipedia-Sprachversionen eintragen. Tipp: Regelmäßig bei news.google.de nach „ist tot“, „gestorben“ oder „verstorben“ suchen.
Wenn eine Person gestorben ist, gibt es viele Seiten zu dieser Person in der Wikipedia, die davon auch betroffen sind und entsprechend aktualisiert werden müssen. Beispiele: Namenübersichtsseite, Geburtsjahr, Geburtsort-Seiten und viele mehr.
Wie finde ich die betroffenen Seiten?
Im Suchfeld auf der linken Seite gibt man den Suchbegriff so ein: „Vorname Nachname“. Dann klickt man auf Volltext und alle Seiten mit entsprechendem Suchtext werden aufgerufen. Hier sieht man dann schnell, wo auch das Todesjahr Sinn macht oder sogar ein Teil des Artikels angepasst werden muss. Auch hilft das „Werkzeug“ auf der linken Seite sehr gut, um solche Seiten aufzufinden: „Links auf diese Seite“. Somit ist die Wikipedia wieder aktuell in allen Bereichen! Hinweis: bei Eintragung der Kategorie „Gestorben JAHR“ wird der Missbrauchsfilter 49 ausgelöst, was jedoch nicht schlimm ist. Siehe: Spezial:Missbrauchsfilter/49
Dies ist eine Liste von im Jahr 1769 verstorbenen bekannten Persönlichkeiten. Die Einträge erfolgen innerhalb der einzelnen Daten alphabetisch sortiert. Tiere sind im Nekrolog für Tiere zu finden.

## Januar
| Tag        | Name                               | Beruf, bekannt als                                                                                     | Alter | Beleg |
| ---------- | ---------------------------------- | --- | ----- | ----- |
| 1. Januar  | Christoph Konrad Wilhelm Friderici | deutscher Jurist                                                                                       | 42    |       |
| 2. Januar  | Georg Heinrich Orth                | Bürgermeister von Heilbronn (1754–1769)                                                                | 70    |       |
| 5. Januar  | Johann Friedrich Breuer            | deutscher lutherischer Pfarrer in Ostpreußen                                                           | 63    |       |
| 6. Januar  | Caspar Walter                      | Augsburger Brunnenmeister                                                                              | 67    |       |
| 7. Januar  | Johann Thomas Wagner               | deutscher Bildhauer des Barock                                                                         | 77    |       |
| 15. Januar | Hans zu Rantzau                    | Pionier der Bauernbefreiung in Schleswig-Holstein                                                      | 75    |       |
| 16. Januar | Johan Pasch                        | schwedischer Maler                                                                                     | 62    |       |
| 20. Januar | Friedrich Christian                | Markgraf von Brandenburg-Bayreuth                                                                      | 60    |       |
| 24. Januar | Marie Elisabeth von Ahlefeldt      | Konventualin des Adligen Klosters Uetersen und Hofdame der Prinzessin Louise von Dänemark und Norwegen | 49    |       |
| 24. Januar | François de Chevert                | französischer General                                                                                  | 73    |       |
| 27. Januar | Matthias Amoor                     | niederländischer Orgelbauer                                                                            |       |       |
| 30. Januar | Gottfried Prehauser                | österreichischer Schauspieler und Schriftsteller                                                       | 69    |       |

## Februar
| Tag         | Name                        | Beruf, bekannt als                                                          | Alter | Beleg |
| ----------- | --------------------------- | --------------------------------------------------------------------------- | ----- | ----- |
| 2. Februar  | Clemens XIII.               | Papst (1758–1769)                                                           | 75    |       |
| 2. Februar  | Johann Joseph Scheubel II.  | fränkischer Maler, Hofmaler und Kammerdiener                                | 82    |       |
| 4. Februar  | Friedrich Wilhelm von Oppel | deutscher Hochschullehrer und sächsischer Oberberghauptmann                 | 48    |       |
| 5. Februar  | Cajsa Warg                  | schwedische Köchin und Kochbuchautorin                                      | 65    |       |
| 6. Februar  | Georg Friedrich Bärmann     | deutscher Mathematiker                                                      | 51    |       |
| 9. Februar  | Johann Georg Trautmann      | deutscher Maler und Grafiker                                                | 55    |       |
| 13. Februar | Johann Hildebrand Withof    | deutscher Historiker, Professor für Beredsamkeit und Geschichte in Duisburg | 74    |       |
| 15. Februar | Johann Balthasar Bernhold   | deutscher evangelischer Geistlicher und Hochschullehrer                     | 81    |       |
| 17. Februar | Philipp Joseph Strobel      | deutscher Mediziner und Hochschullehrer                                     |       |       |
| 25. Februar | Raimund Duellius            | Augustinerchorherr und katholischer Theologe                                |       |       |
| 28. Februar | Johann Andreas Fabricius    | deutscher Lehrer und Gelehrter der Sprachwissenschaft                       | 72    |       |
| 28. Februar | Antoine Ferrein             | französischer Arzt und Anatom                                               | 75    |       |

## März
| Tag      | Name                         | Beruf, bekannt als                                         | Alter | Beleg |
| -------- | ---------------------------- | ---------------------------------------------------------- | ----- | ----- |
| 4. März  | Ludolf Ernst Schlicht        | deutscher evangelischer Geistlicher und Kirchenlieddichter | 54    |       |
| 7. März  | Conrad Gottlieb von Zedlitz  | preußischer Landrat                                        | 68    |       |
| 8. März  | Johann Hermann Siricius      | deutscher lutherischer Geistlicher                         |       |       |
| 15. März | Henning Christian von Mellin | preußischer Oberst, Chef des Garnisonsregiments Nr. 11     | 66    |       |
| 15. März | Franz Leonhard Roth          | Bürgermeister von Heilbronn                                | 62    |       |
| 17. März | Michel-Antoine David         | französischer Drucker, Verleger und Enzyklopädist          |       |       |
| 22. März | Jean-Charles François        | französischer Kupferstecher                                | 51    |       |
| 26. März | Johann Gottlieb Tamitius     | deutscher Orgelbauer                                       | 78    |       |
| 29. März | Friedrich von Dönhoff        | preußischer Oberst, Kammerherr und Ritter des PLM          | 60    |       |
| 30. März | Johann Eichentopf            | deutscher Instrumentenbauer                                |       |       |

## April
| Tag       | Name                                  | Beruf, bekannt als                                                                                       | Alter | Beleg |
| --------- | ------------------------------------- | --- | ----- | ----- |
| 3. April  | Casimir von Gemmingen                 | baden-durlachscher Hofrat und Kammerjunker, Grundherr in Bürg                                            | 71    |       |
| 3. April  | John Spilsbury                        | britischer Kartograph und Kupferstecher                                                                  |       |       |
| 3. April  | Gerhard Tersteegen                    | deutscher Theologe, niederrheinischer Prediger, Seelsorger und Schriftsteller des reformierten Pietismus | 71    |       |
| 3. April  | Johann Conrad Wirz                    | Zürcher Antistes                                                                                         | 81    |       |
| 5. April  | Anton von Salm-Reifferscheidt         | Erzieher des späteren Kaisers Joseph II., Oberstkämmerer                                                 | 49    |       |
| 7. April  | Marc-Antoine Laugier                  | französischer Geistlicher, Literat, Historiker und Architekturtheoretiker                                | 55    |       |
| 10. April | Johann Friedrich Armand von Uffenbach | Älterer Bürgermeister der Reichsstadt Frankfurt, Sammler und Mäzen                                       | 81    |       |
| 11. April | Anna Canalis di Cumiana               | Ehefrau von König Viktor Amadeus I. von Sizilien und Sardinien                                           | 88    |       |
| 15. April | Maria Leopoldine von Anhalt-Dessau    | Prinzessin von Anhalt-Dessau, durch Heirat Fürstin zur Lippe-Detmold                                     | 22    |       |
| 20. April | Pontiac                               | Indianerhäuptling vom Stamm der Ottawa                                                                   |       |       |
| 20. April | Józef Pułaski                         | Starost von Warka, Mitgründer der Konföderation von Bar                                                  | 65    |       |
| 24. April | Philipp Friedrich Hiller              | deutscher Pfarrer und Kirchenlieddichter                                                                 | 70    |       |
| 28. April | Johann Ludwig Starke                  | Schauspieler                                                                                             |       |       |
| 29. April | Franz Karl Cura                       | bayerischer Freikorpskämpfer                                                                             | 52    |       |
| 29. April | Friedrich von Mülinen                 | Schweizer Politiker                                                                                      | 62    |       |
| April     | Christian Lieberkühn                  | preußischer Hof-Goldschmied und Zunft-Ältester                                                           | 60    |       |

## Mai
| Tag     | Name                                 | Beruf, bekannt als                                                                         | Alter | Beleg |
| ------- | ------------------------------------ | ------------------------------------------------------------------------------------------ | ----- | ----- |
| 4. Mai  | Stepan Gawrilowitsch Glotow          | russischer Seefahrer                                                                       |       |       |
| 5. Mai  | Carl Gottfried Bastineller           | preußischer Geheimer Oberrechnungsrat und Geheimer Kriegs- und Domänenrat                  | 66    |       |
| 7. Mai  | Nathanael Weil                       | Oberlandrabbiner in Baden und Talmudist                                                    |       |       |
| 11. Mai | Francesco Carlo Rusca                | Schweizer Maler des Rokoko, Portraitmaler                                                  | 76    |       |
| 12. Mai | Philipp Cuno Christian von Bassewitz | Geheimrat und Hofmarschall im Fürstentum Bayreuth und Oberdirektor der markgräflichen Oper | 46    |       |
| 14. Mai | Joas I.                              | Negus Negest (Kaiser) von Äthiopien                                                        |       |       |
| 15. Mai | Nicolaas Struyck                     | niederländischer Mathematiker und Astronom                                                 | 82    |       |
| 16. Mai | Martin Frobenius Ledermüller         | deutscher Jurist und Naturforscher                                                         | 49    |       |
| 16. Mai | Andreas Rehberger                    | deutscher evangelischer Geistlicher und Kirchenlieddichter                                 | 52    |       |
| 19. Mai | Magdalena Isabella von Polenz        | deutsche Bergwerksunternehmerin                                                            | 70    |       |
| 23. Mai | Mordechai Halberstadt                | deutscher Rabbiner                                                                         |       |       |
| 23. Mai | Christoph Nebel                      | deutscher Stiftsdekan und Weihbischof in Mainz, Titularbischof von Capharnaum              | 79    |       |
| 24. Mai | Bernardus Estinghausen               | katholischer Priester, Abt des Klosters Marienfeld                                         | 69    |       |
| 25. Mai | Gottfried Heinsius                   | deutscher Mathematiker und Astronom                                                        | 60    |       |
| 31. Mai | Francesco Fontebasso                 | italienischer Maler                                                                        | 61    |       |

## Juni
| Tag      | Name                                  | Beruf, bekannt als                                                                                           | Alter | Beleg |
| -------- | ------------------------------------- | --- | ----- | ----- |
| 2. Juni  | Johann Jakob Michael Küchel           | deutscher Architekt                                                                                          | 65    |       |
| 4. Juni  | Giambattista Lolli                    | italienischer Schachspieler                                                                                  |       |       |
| 4. Juni  | Claudius von Sincère                  | k. k. Feldzeugmeister, Inhaber des Infanterieregiments No.54, Träger des Großkreuz des Maria-Theresia-Ordens |       |       |
| 9. Juni  | Charles Millot                        | französischer Kleriker und Enzyklopädist                                                                     |       |       |
| 14. Juni | Emanuel Wenzel von Kolowrat-Krakowsky | böhmischer Adliger, General der Kavallerie und Großprior des Malteserordens                                  | 68    |       |
| 17. Juni | Johann Carbiner                       | deutscher Jurist und Sekretär des Hansekontors auf Bryggen in Bergen                                         | 73    |       |
| 17. Juni | Gustav Friedrich von Rosen            | livländischer General in schwedischen Diensten                                                               | 80    |       |
| 20. Juni | Johann Matthias Dreyer                | deutscher Schriftsteller, Journalist und diplomatischer Agent                                                | 52    |       |
| 23. Juni | Martin Eberhard von Jungkenn          | preußischer Generalmajor                                                                                     |       |       |
| 25. Juni | Carlo Francesco Durini                | italienischer Kardinal der Römischen Kirche                                                                  | 76    |       |

## Juli
| Tag      | Name                                            | Beruf, bekannt als                                             | Alter | Beleg |
| -------- | ----------------------------------------------- | -------------------------------------------------------------- | ----- | ----- |
| 7. Juli  | James Douglas-Hamilton, 7. Duke of Hamilton     | schottischer Adliger                                           | 14    |       |
| 9. Juli  | Engelbert Dietrich Ludwig von Droste zu Erwitte | Dompropst in Hildesheim und Landdrost des Herzogtums Westfalen | 43    |       |
| 18. Juli | Christoph Jacob Trew                            | deutscher Mediziner und Botaniker                              | 74    |       |
| 25. Juli | Moritz Ulrich I.                                | Herr zu Putbus, Präsident des Wismarer Tribunals               | 69    |       |
| 28. Juli | Pierre Parisot                                  | französischer Missionar, Priester des Kapuzinerordens          | 66    |       |
| 29. Juli | Andreas Elias Büchner                           | deutscher Mediziner                                            | 68    |       |

## August
| Tag        | Name                                    | Beruf, bekannt als                                                                     | Alter | Beleg |
| ---------- | --------------------------------------- | -------------------------------------------------------------------------------------- | ----- | ----- |
| 1. August  | Jean Chappe d’Auteroche                 | französischer Astronom                                                                 | 41    |       |
| 4. August  | Johann Hermann Knoop                    | deutscher Pomologe                                                                     |       |       |
| 9. August  | Alexander Drummond                      | britischer Freimaurer, Reiseschriftsteller und Konsul                                  | 71    |       |
| 10. August | Ernst August Bertling                   | deutscher Theologe                                                                     | 47    |       |
| 14. August | William Stewart, 1. Earl of Blessington | anglo-irischer Peer und Politiker                                                      | 60    |       |
| 17. August | Wassili Kirillowitsch Trediakowski      | russischer Dichter und Literaturtheoretiker                                            | 66    |       |
| 20. August | Jakob Friedrich Duttenhofer             | Spital- und Bürgermeister von Nürtingen                                                |       |       |
| 20. August | Gabriel Jars                            | französischer Ingenieur und Metallurg                                                  | 37    |       |
| 25. August | Georg Christian von Craushaar           | deutscher Oberhofmeister und Obristwachtmeister                                        |       |       |
| 26. August | Friedrich Wilhelm von Borcke            | preußischer Minister, Geheimer Etatsminister in Preußen, Geheimer Rat in Hessen-Kassel | 76    |       |
| 29. August | Edmond Hoyle                            | britischer Spieleexperte                                                               |       |       |
| August     | Franz Thuro von Großkreutz              | königlich preußischer Oberst und Chef des Garnisons-Bataillons Nr. 4                   |       |       |

## September
| Tag           | Name                              | Beruf, bekannt als                                                                                     | Alter | Beleg |
| ------------- | --------------------------------- | --- | ----- | ----- |
| 2. September  | Gotthilf August Francke           | deutscher Theologe und Pädagoge                                                                        | 73    |       |
| 11. September | Henry Moore                       | Gouverneur der englischen Kolonien New York und Jamaika                                                | 56    |       |
| 12. September | Antonio Genovesi                  | italienischer Philosoph                                                                                | 56    |       |
| 14. September | August von Haeseler               | königlich-preußischer Regierungsrat                                                                    | 76    |       |
| 19. September | Moritz Anton Kappeler             | Schweizer Arzt und Naturforscher                                                                       | 84    |       |
| 23. September | Michel Ferdinand d’Albert d’Ailly | französischer Adliger und Wiss⁫enschaftler                                                              | 54    |       |
| 27. September | Anna Karolina Orzelska            | illegitime Tochter Augusts des Starken, durch Heirat Prinzessin von Schleswig-Holstein-Sonderburg-Beck | 61    |       |
| 28. September | Christian Fritzsch                | deutscher Kupferstecher                                                                                | 74    |       |

## Oktober
| Tag         | Name                           | Beruf, bekannt als                                           | Alter | Beleg |
| ----------- | ------------------------------ | ------------------------------------------------------------ | ----- | ----- |
| 1. Oktober  | Kajetan von Kolowrat-Krakowsky | k. k. Feldmarschall und Malteser Ritter                      | 80    |       |
| 1. Oktober  | William Pitkin                 | Kaufmann, Politiker und Gouverneur der Colony of Connecticut | 75    |       |
| 3. Oktober  | Karl Leopold von Bährnfeld     | Reichsgraf und hessen-kasselscher General                    | 52    |       |
| 4. Oktober  | Johann Christian Lüttich       | deutscher Baumeister                                         | 80    |       |
| 6. Oktober  | Andreas Würfel                 | deutscher Historiker und Geistlicher                         | 51    |       |
| 9. Oktober  | Marianus Königsperger          | deutscher Benediktiner, Komponist und Organist               |       |       |
| 12. Oktober | Johann Christian Ernesti       | deutscher evangelischer Theologe                             | 74    |       |
| 13. Oktober | Vito D’Anna                    | italienischer Maler                                          | 50    |       |
| 13. Oktober | Patritius Wasserburger         | böhmisch-österreichischer Ordensmann und Autor               |       |       |
| 14. Oktober | Francesco Corradini            | italienischer Komponist                                      |       |       |
| 14. Oktober | Johann Christoph Neumeister    | deutscher Pfarrer und Autor                                  | 72    |       |
| 18. Oktober | Yohannes II.                   | äthiopischer Kaiser                                          |       |       |
| 21. Oktober | Johann Samuel Agner            | evangelischer Geistlicher und Schriftsteller                 | 68    |       |
| 23. Oktober | François de Roches             | Schweizer evangelischer Geistlicher und Hochschullehrer      | 68    |       |
| 27. Oktober | Joachim Ewald von Massow       | preußischer Minister                                         | 72    |       |

## November
| Tag          | Name                            | Beruf, bekannt als                                             | Alter | Beleg |
| ------------ | ------------------------------- | -------------------------------------------------------------- | ----- | ----- |
| 3. November  | Gottfried Christian Pingeling   | deutscher Kupferstecher                                        | 81    |       |
| 4. November  | Joachim Trumpf                  | deutscher Küster, Organist, Astronom und Instrumentenbauer     | 82    |       |
| 6. November  | Carl Friedrich Kaltschmied      | deutscher Mediziner und Botaniker                              | 63    |       |
| 9. November  | Aoki Konyō                      | japanischer Konfuzianer und Pionier der Hollandkunde (Rangaku) | 71    |       |
| 23. November | Johann Daniel Wilhelm von Geyer | kursächsischer Generalmajor und Festungskommandant             |       |       |
| 23. November | Constantin Mavrocordat          | Fürst der Walachei und der Moldau                              | 58    |       |
| 27. November | Kamo no Mabuchi                 | japanischer Lyriker und Philologe                              | 72    |       |
| 30. November | Diane-Adélaïde de Mailly-Nesle  | Mätresse des französischen Königs Ludwig XV.                   | 55    |       |

## Dezember
| Tag          | Name                               | Beruf, bekannt als                                 | Alter | Beleg |
| ------------ | ---------------------------------- | -------------------------------------------------- | ----- | ----- |
| 2. Dezember  | Dietrich von Anhalt-Dessau         | Regent von Anhalt-Dessau (1751–1758)               | 67    |       |
| 5. Dezember  | Johann Christoph Fischer           | deutscher Komponist, Musikdirektor und Notenkopist | 52    |       |
| 8. Dezember  | Joseph Friedrich Ernst             | Fürst von Hohenzollern-Sigmaringen                 | 67    |       |
| 11. Dezember | Johann Christoph Dietzsch          | Nürnberger Deckfarbenmaler und Kupferstecher       | 59    |       |
| 11. Dezember | Julius Dietrich von Queis          | königlich preußischer Generalmajor                 |       |       |
| 13. Dezember | Christian Fürchtegott Gellert      | deutscher Dichter                                  | 54    |       |
| 14. Dezember | Ernst Wilhelm von Schlabrendorf    | preußischer und deutscher Politiker                | 50    |       |
| 25. Dezember | Johann Wolfgang Friedrich Bönneken | deutscher Mediziner                                | 63    |       |
| 25. Dezember | Josef Winterhalder der Ältere      | deutscher Bildhauer                                | 67    |       |
| 30. Dezember | Nicholas Taaffe                    | Militärbefehlshaber und Politiker                  |       |       |
| 31. Dezember | Anton Corfiz Ulfeldt               | österreichischer Politiker und Diplomat            | 70    |       |

## Datum unbekannt
| Tag | Name                                | Beruf, bekannt als                                                                            | Alter | Beleg |
| --- | ----------------------------------- | --------------------------------------------------------------------------------------------- | ----- | ----- |
|     | Catherine Éléonore Bénard           | Mätresse des französischen Königs Ludwig XV.                                                  |       |       |
|     | Matthew Brettingham                 | britischer Architekt                                                                          |       |       |
|     | Carl Wilhelm Cederhielm             | schwedischer Freiherr und Mitbegründer der Königlich Schwedischen Akademie der Wissenschaften |       |       |
|     | Hans Jákupsson Debes                | Løgmaður der Färöer                                                                           |       |       |
|     | Martin Eigler der Ältere            | Hofschreiner der Markgrafen von Baden-Baden                                                   |       |       |
|     | Johann Friedrich Endersch           | kaiserlicher Kartograf                                                                        |       |       |
|     | Anton Gigl                          | Stuckateur der Wessobrunner Schule                                                            |       |       |
|     | Johann Hermann Gronau               | deutscher Prediger                                                                            |       |       |
|     | Hakuin Ekaku                        | japanischer Reformer, Maler und Autor                                                         |       |       |
|     | Chevalier d’Herbain                 | französischer Komponist                                                                       |       |       |
|     | Ignacio de Jerusalem y Stella       | italienischer Komponist und Violinvirtuose                                                    |       |       |
|     | Johann Gottfried Krügner der Ältere | sächsischer Kupferstecher                                                                     |       |       |
|     | Johann Thomas Nissler               | deutscher Baumeister                                                                          |       |       |
|     | Martin Peltier de Belfort           | Ingenieur, herzoglicher Landbaumeister im Fürstentum Braunschweig-Wolfenbüttel                |       |       |
|     | Joseph Theodor von Ruesch           | preußischer Generalmajor, Chef des Husarenregiments Nr. 5, Amtshauptmann von Ragnitz          |       |       |
|     | Rustenus Heer                       | deutscher Benediktiner, Priester und Historiker                                               |       |       |
|     | Adam Joachim Sander                 | deutscher Kommunaljurist                                                                      |       |       |
|     | Johann Rudolf Studer                | Schweizer Maler                                                                               |       |       |
|     | Wernyhora                           | ukrainischer Volkssänger und Prophet                                                          |       |       |